# باول لونغ
باول لونغ (8 فبراير 1944 بلويفيل في الولايات المتحدة - ) (بالإنجليزية: Paul Long)‏ هو لاعب كرة سلة أمريكي في مركز هجوم خلفي. لعب مع بوفالو بريفز وديترويت بيستونز وكنتاكي كولونيلز.

## وصلات خارجية
- باول لونغ على موقع إن بي أي (الإنجليزية)
- باول لونغ على موقع سبورتس رفرنس (الإنجليزية)
- باول لونغ على موقع كلية كرة السلة في سبورتس رفرنس.كوم (الإنجليزية)
- باول لونغ على موقع ريلجم (الإنجليزية)
- باول لونغ على موقع بروبوليرز (الإنجليزية)